# 2006年トリノオリンピックのアメリカ合衆国選手団
2006年トリノオリンピックのアメリカ合衆国選手団（2006ねんトリノオリンピックのアメリカがっしゅうこくせんしゅだん）は、2006年2月10日から26日まで開催された第20回オリンピック冬季競技大会のアメリカ合衆国選手団、およびその競技結果。

## 概要
今大会は金メダル9個、銀メダル9個、銅メダル7個の合計25個のメダルを獲得した。

## メダル
| メダル | 選手名 | 競技                 | 種目                   |
| ------ | --- | -------------------- | ---------------------- |
| 金     | テッド・リゲティ | アルペンスキー       | 男子複合               |
| 金     | ジュリア・マンクーゾ | アルペンスキー       | 女子大回転             |
| 金     | ジョーイ・チーク | スピードスケート     | 男子500m               |
| 金     | シャニー・デービス | スピードスケート     | 男子1000m              |
| 金     | チャド・ヘドリック | スピードスケート     | 男子5000m              |
| 金     | アポロ・アントン・オーノ | ショートトラック     | 男子500m               |
| 金     | ショーン・ホワイト | スノーボード         | 男子ハーフパイプ       |
| 金     | セス・ウェスコット | スノーボード         | 男子スノーボードクロス |
| 金     | ハンナ・テッター | スノーボード         | 女子ハーフパイプ       |
| 銀     | ジョーイ・チーク | スピードスケート     | 男子1000m              |
| 銀     | シャニー・デービス | スピードスケート     | 男子1500m              |
| 銀     | チャド・ヘドリック | スピードスケート     | 男子10000m             |
| 銀     | タニス・ベルビン ベンジャミン・アゴスト | フィギュア           | アイスダンス           |
| 銀     | サーシャ・コーエン | フィギュア           | 女子シングル           |
| 銀     | ショーナ・ローボック バレリー・フレミング | ボブスレー           | 女子2人乗り            |
| 銀     | ダニー・キャス | スノーボード         | 男子ハーフパイプ       |
| 銀     | グレッチェン・ブレイラー | スノーボード         | 女子ハーフパイプ       |
| 銀     | リンゼイ・ジャコベリス | スノーボード         | 女子スノーボードクロス |
| 銅     | トビー・ドーソン | フリースタイルスキー | 男子モーグル           |
| 銅     | チャド・ヘドリック | スピードスケート     | 男子1500m              |
| 銅     | ロージー・フレッチャー | スノーボード         | 女子パラレル大回転     |
| 銅     | アポロ・アントン・オーノ | ショートトラック     | 男子1000m              |
| 銅     | アレックス・イジコフスキー J・P・ケプカ アポロ・アントン・オーノ ラスティ・スミス | ショートトラック     | 男子5000mリレー        |
| 銅     | ピート・フェンソン ショーン・ロジェスキー ジョー・ポーロ ジョン・シャスター スコット・ベアード | カーリング           | 男子                   |
| 銅     | ケイトリン・カホウ ジュリー・チュー ナタリー・ダーウィッツ パム・ドレイヤー トリシア・ダン＝ルオマ モリー・エングストロム チャンダ・ガン ジェイミー・ヘイガーマン キム・インサラコ キャスリーン・カウス コートニー・ケネディ ケティー・キング クリスティン・キング サラー・パーソンズ ジェニー・ポッター ヘレン・リゾー アンジェラ・ルッジェーロ ケリー・スティーブンス リンゼイ・ウォール クリシー・ウェンデル | アイスホッケー       | 女子                   |

## スキー

### フリースタイルスキー
- トビー・ドーソン
  - 男子モーグル：銅メダル

### スノーボード
- ショーン・ホワイト
  - スノーボード男子ハーフパイプ：金メダル
- ダニー・キャス
  - スノーボード男子ハーフパイプ：銀メダル
- セス・ウェスコット
  - スノーボード男子スノーボードクロス：金メダル
- グラハム・ワタナベ
  - スノーボード男子スノーボードクロス：1/8ファイナル敗退
- ハンナ・テッター
  - スノーボード女子ハーフパイプ：金メダル
- グレッチェン・ブレイラー
  - スノーボード女子ハーフパイプ：銀メダル

## スケート

### スピードスケート
- ジョーイ・チーク
  - スピードスケート男子500m：金メダル
  - スピードスケート男子1000m：銀メダル
- シャニー・デービス
  - スピードスケート男子1000m：金メダル
  - スピードスケート男子1500m：銀メダル
- チャド・ヘドリック
  - スピードスケート男子1500m：銅メダル
  - スピードスケート男子5000m：金メダル
  - スピードスケート男子10000m：銀メダル

### フィギュアスケート
- エヴァン・ライサチェク
  - 男子シングル：4位
- ジョニー・ウィアー
  - 男子シングル：5位
- マシュー・サボイ
  - 男子シングル：7位
- サーシャ・コーエン
  - 女子シングル：銀メダル
- キミー・マイズナー
  - 女子シングル：6位
- エミリー・ヒューズ
  - 女子シングル：7位
- 井上怜奈&ジョン・ボルドウィン
  - ペア：7位
- マーシー・ヒンツマン&アーロン・パーチェム
  - ペア：13位
- タニス・ベルビン&ベンジャミン・アゴスト
  - アイスダンス：銀メダル
- メリッサ・グレゴリー&デニス・ペチュホフ
  - アイスダンス：14位
- ジェイミー・シルバースタイン&ライアン・オメラ
  - アイスダンス：16位

### ショートトラック
- アポロ・アントン・オーノ
  - 男子500m：金メダル
  - 男子1000m：銅メダル

## アイスホッケー
- 男子：8位
  - 予選グループB：1勝3敗1分

 アメリカ合衆国 3 - 3  ラトビア
 アメリカ合衆国 4 - 1  カザフスタン
 アメリカ合衆国 1 - 2  スロバキア
 アメリカ合衆国 1 - 2  スウェーデン
 アメリカ合衆国 4 - 5  ロシア
- - 準々決勝

 アメリカ合衆国 3 - 4  フィンランド
- 女子：銅メダル
  - 予選グループB：3勝

 アメリカ合衆国 6 - 0  スイス
 アメリカ合衆国 5 - 0  ドイツ
 アメリカ合衆国 7 - 3  フィンランド
- - 準決勝

 アメリカ合衆国 2 - 3  スウェーデン
- - 3位決定戦

 アメリカ合衆国 4 - 0  フィンランド

## カーリング
- 男子：銅メダル
  - 予選：6勝3敗

 アメリカ合衆国 3 - 4  フィンランド
 アメリカ合衆国 3 - 6  カナダ
 アメリカ合衆国 9 - 8  イギリス
 アメリカ合衆国 11 - 5  ノルウェー
 アメリカ合衆国 7 - 3  スイス
 アメリカ合衆国 5 - 6  イタリア
 アメリカ合衆国 9 - 8  ドイツ
 アメリカ合衆国 10 - 6  スウェーデン
 アメリカ合衆国 10 - 4  ニュージーランド
- - 準決勝

 アメリカ合衆国 5 - 11  カナダ
- - 3位決定戦

 アメリカ合衆国 8 - 6  イギリス
- 女子：8位
  - 予選：2勝7敗

 アメリカ合衆国 4 - 5  スウェーデン
 アメリカ合衆国 8 - 9  スイス
 アメリカ合衆国 5 - 11  カナダ
 アメリカ合衆国 6 - 11  ノルウェー
 アメリカ合衆国 4 - 10  イギリス
 アメリカ合衆国 7 - 8  ロシア
 アメリカ合衆国 5 - 6  日本
 アメリカ合衆国 8 - 3  デンマーク
 アメリカ合衆国 11 - 3  イタリア